# اعتلال القرنية السطحي النقطي

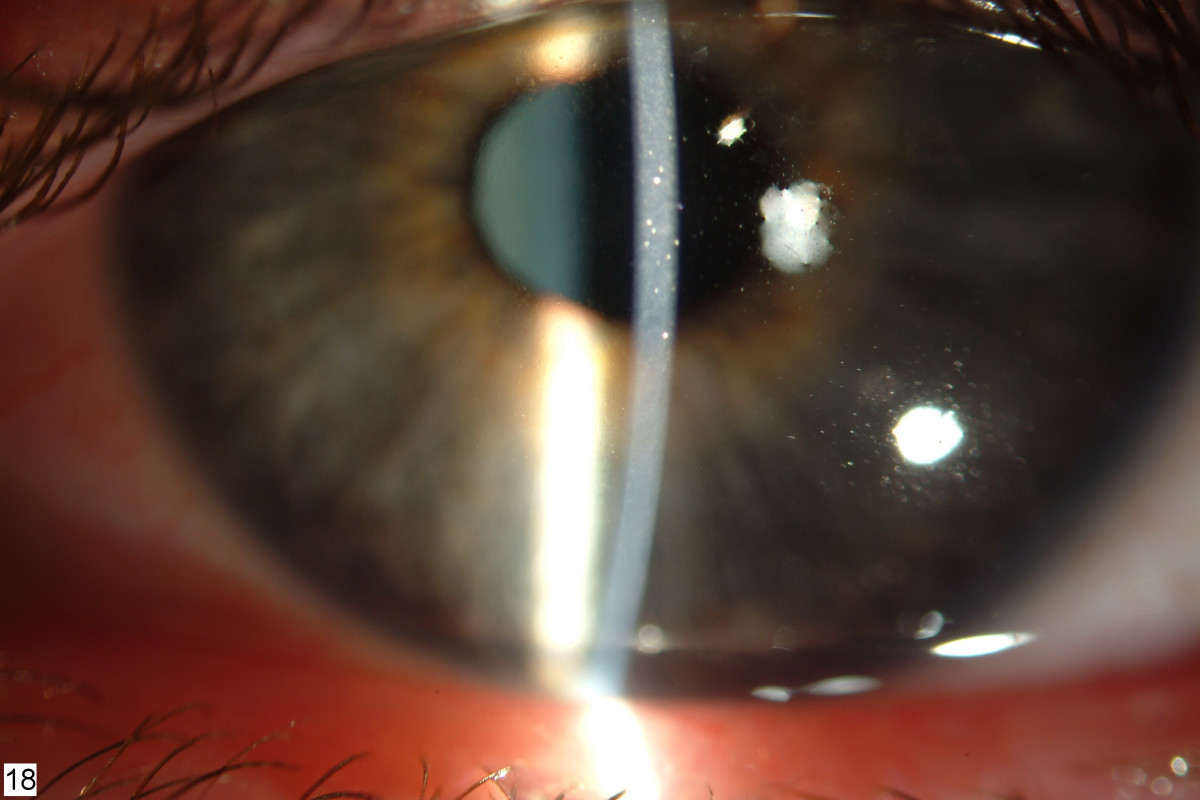

اعتلال القرنية السطحي النقطي لتايغيسون (بالإنجليزية: Thygeson's superficial punctate keratopathy)‏ أحد أمراض العيون.
نشر فيليب تايغيسون مقالاً عنه عام 1950 في مجلة الرابطة الطبية الأمريكية وسمي المرض فيما بعد باسمه.

## الأعراض
يشكو المريض من:
عدم وضوح الرؤية، جفاف العين والإحساس بوجود جسم غريب فيها، رهاب الضوء، عيون دامعة وحرقة.

## التشخيص
يلاحظ وجود كتل صغيرة موزعة بشكل عشوائي على قرنية العين عند الكشف عليها بالمصباح الشقي ويمكن رؤيتها بوضوح باستخدام مصباح الفلوريسين أو قطرة صبغة الروز بنغال، كما أنها تظهر وتختفي خلال فترات مع العلاج أو دونه.

## الأسباب
لا يزال سبب اعتلال القرنية السطحي النقطي غير معروف.
يبدو أن هناك مؤشرات على أن تفكك غُدَّةُ مَيبُومْيوس يمكن أن تتسبب بهذه الحالة. فالتهاب غدد ميبوميوس (ويعرف أيضاً بالتهاب الجفن الخلفي أو ضعف الغدة الميبومية) يؤدي إلى إفرازات شمعية سميكة. ويؤدي ذلك إلى جفاف العين وقد تتحلل هذه الإفرازات إلى ليبازات بكتيرية تتشكل عنها أحماض دهنية حرة تؤدي إلى تهيّج العينين وأحياناً تسبب اعتلال القرنية النقطي.

## العلاج
- جراحة العيون بالليزرالسطحي
- قطرة دموع صناعية أو مرهم

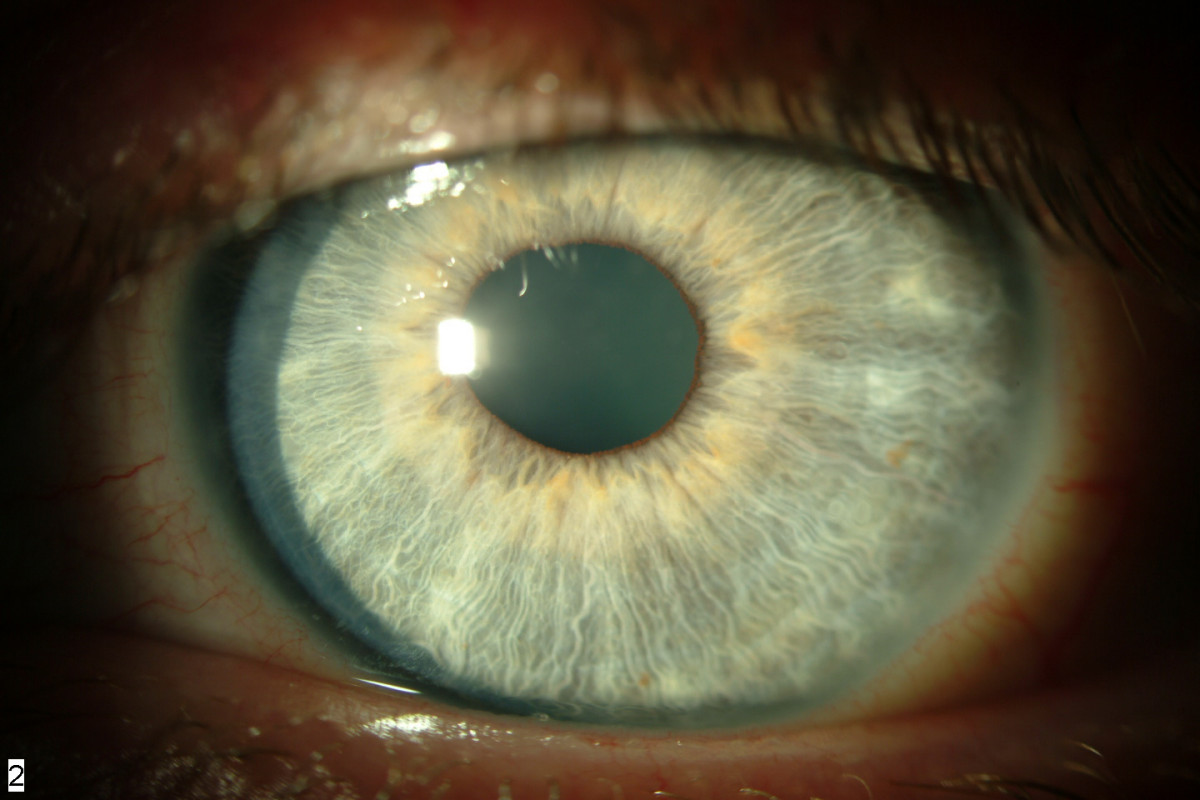

- قطرة ستيرويدات مثل بريدنيزون، فلوروميثولون، loteprednol(لوتيبرادنول5%)، ريميكسولون؛ وينبغي الحذر عند استخدام القطرات [2] وفحص ضغط العين بانتظام خلال فترة العلاج.
- عدسات لاصقة لينة.
- سيكلوسبورين وهو علاج تجريبي للمرض.
- العلاج بالليزر[3]

## وصلات خارجية
- Handbook of Ocular Disease Management TSPK page
- UIHC Ophthalmology and Visual Sciences TSPK page
- TSPK treatments
- Discussion Group Registration for the Discussion Group[وصلة مكسورة]